# Rubus illecebrosus
Rubus illecebrosus là loài thực vật có hoa trong họ Hoa hồng. Loài này được Focke miêu tả khoa học đầu tiên năm 1899.

## Hình ảnh

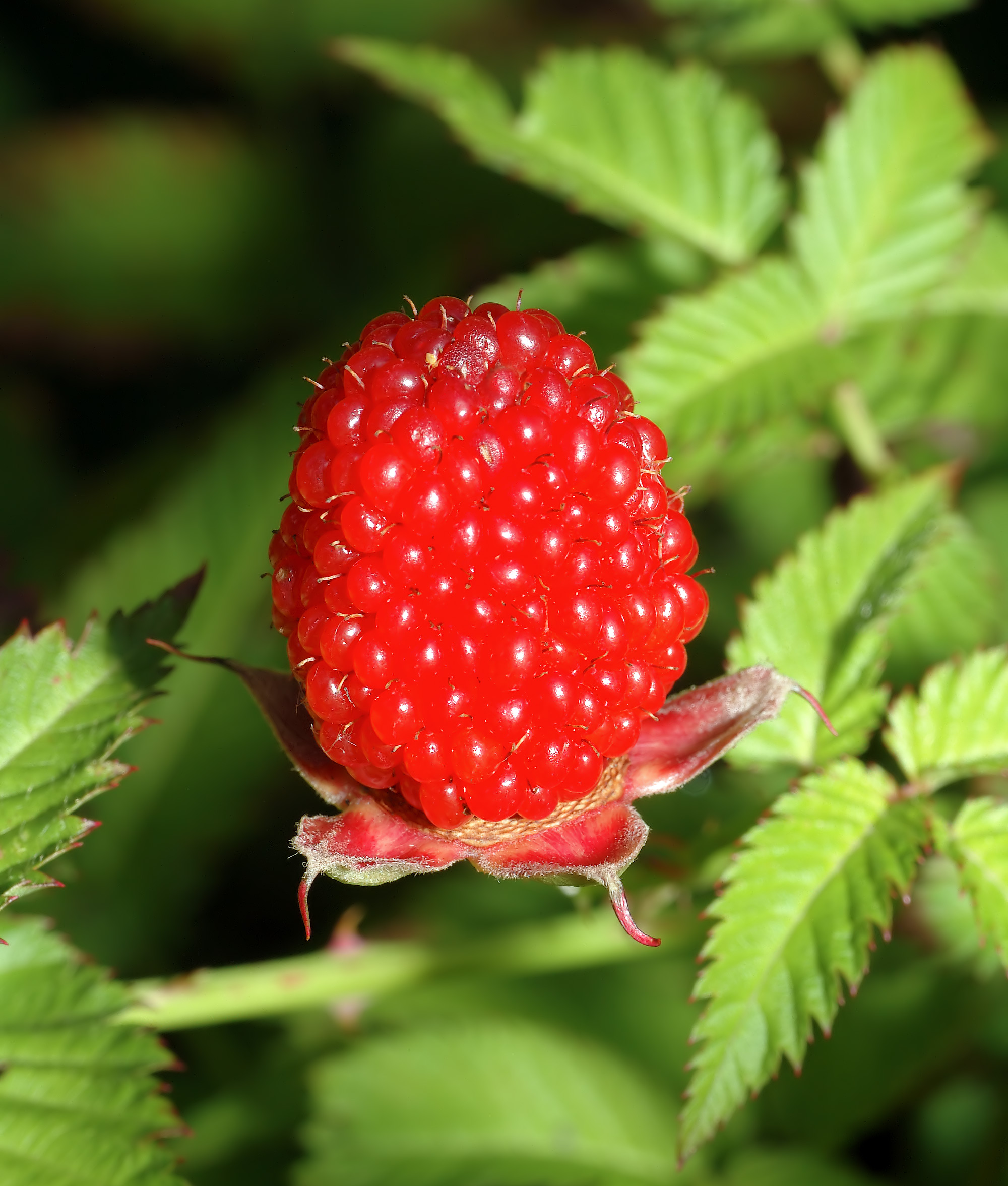
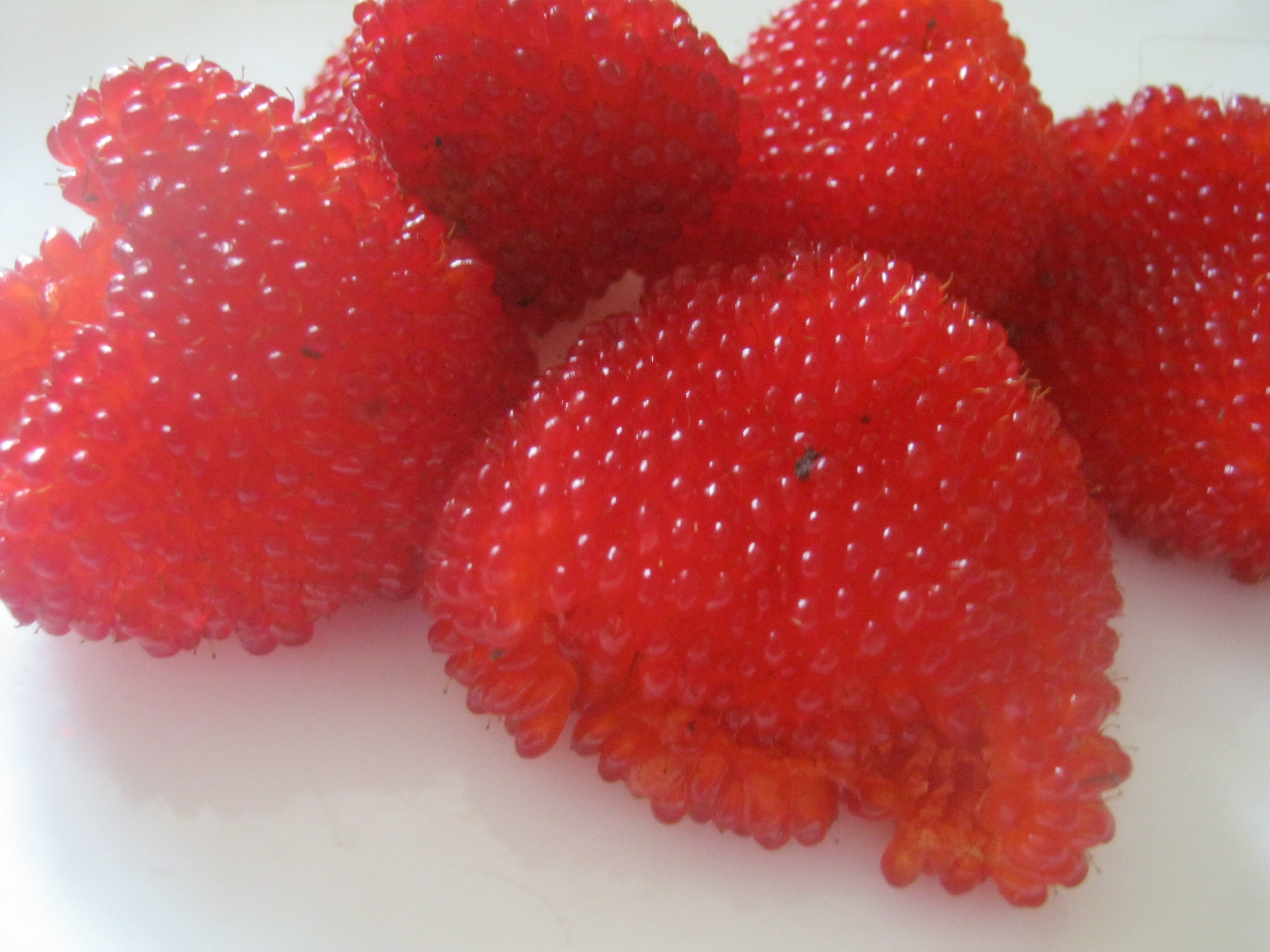
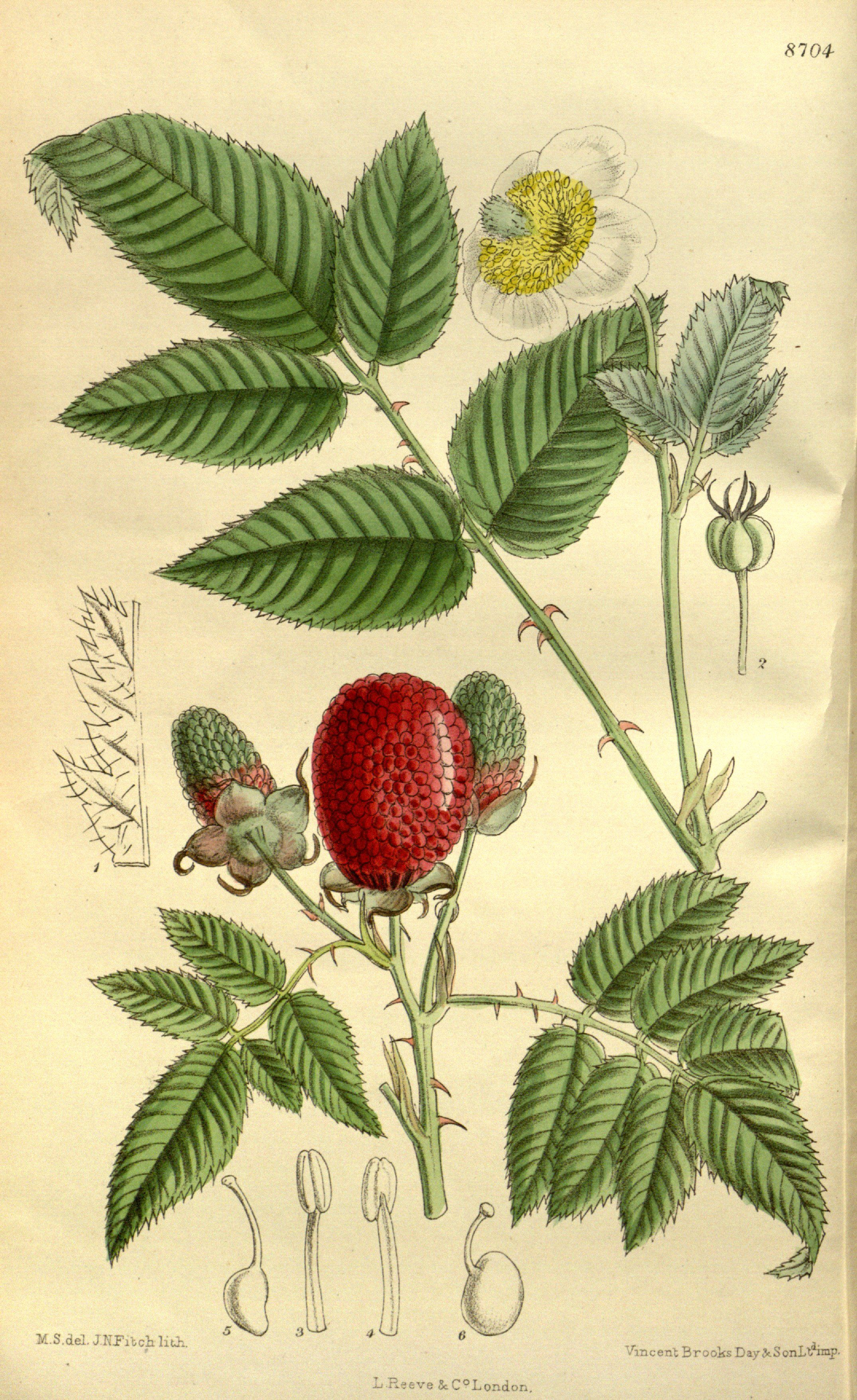
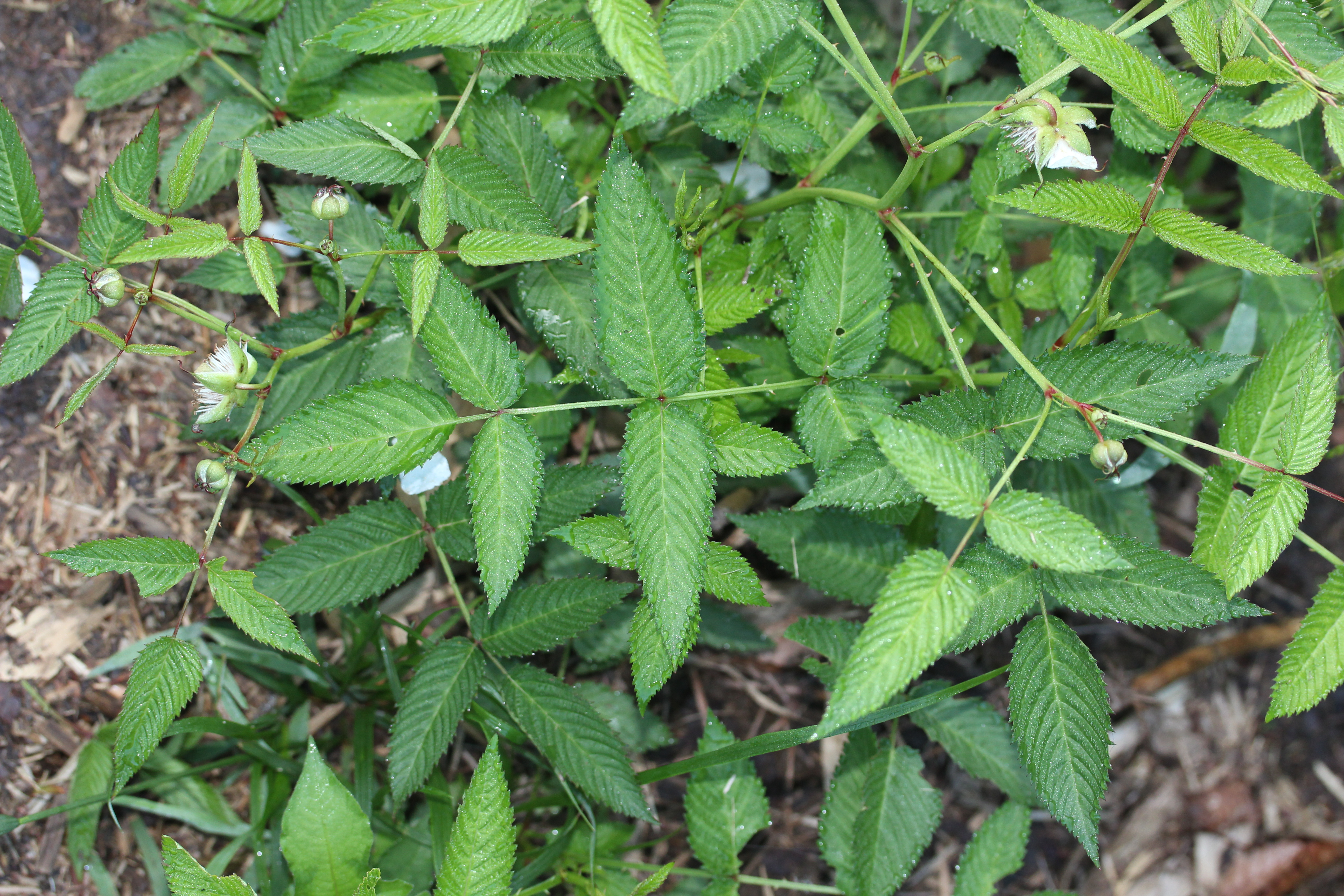